# Hitman: Blood Money
Hitman: Blood Money é um jogo de stealth desenvolvido pela IO Interactive, publicado pela Eidos Interactive e dirigido por Rasmus Højengaard. É o quarto jogo da série Hitman. Sua demo foi lançada em 22 de maio de 2006 e a versão completa do jogo foi lançada em 26 de maio de 2006 na Europa e no dia 30 do mesmo mês nos Estados Unidos.
A história segue a vida do assassino de aluguel profissional, Agente 47, narrado em cinemáticas por um ex-diretor do FBI a um jornalista que o está entrevistando. O jogo foi um sucesso comercial e crítico para a Eidos, vendendo mais de 2,1 milhões de cópias. As conversões de alta definição de Blood Money e seus antecessores, Silent Assassin e Contracts, foram lançadas no PlayStation 3 e no Xbox 360 em janeiro de 2013 como a Hitman HD Trilogy. Versões remasterizadas de Blood Money e seu sucessor, Hitman: Absolution, foram lançadas para PlayStation 4 e Xbox One como parte da Hitman HD Enhanced Collection.

## Jogabilidade
Em Hitman: Blood Money, o protagonista, Agente 47, deve matar os personagens do jogo para completar as missões. Os guardas armados, postos de segurança, testemunhas e outros obstáculos tentam proibir o sucesso do Agente 47. O jogador guia o Agente 47 pelos níveis do jogo na perspectiva de terceira pessoa. Um mapa mostra cada área topográfica e a localização de alvos e personagens, ajudando o jogador. Para completar sua missão, o Agente 47 usa vários métodos para eliminar alvos, independentemente de testemunhas ou violência aos espectadores. Blood Money penaliza os jogadores por fazerem muito barulho ou serem muito violentos.
Os novos recursos introduzidos no Blood Money incluíram a habilidade de superar obstáculos, o combate desarmado avançado, o uso de personagens não-jogadores (NPC) como escudos, a habilidade de se desfazer dos corpos, a animação avançada de personagens, um novo mecanismo de jogo e a habilidade para novas armas e equipamentos. Sete das armas em destaque no jogo, assim como várias peças de equipamento, podem ser atualizadas.
Cada nível do Blood Money contém um método para fazer com que a morte do alvo pareça um acidente, como violar uma grade para fazê-la explodir quando ligada, manipular um lustre para cair sobre um alvo ou empurrá-lo para fora, ou um balcão. O Agente 47 pode improvisar armas para completar missões, como pistolas de pregos, rifles de brinquedo, facas, chaves de fenda, estilete, espadas de cana, extintores, martelos e cortadores de grama.
O Blood Money introduziu um sistema de notoriedade que sobe e desce com base no sucesso do Agente 47. Quanto maior a notoriedade do agente 47, mais fácil para os NPCs identificá-lo. Se o agente 47 for capturado pela câmera ou o testemunhado cometer assassinato, a notoriedade do personagem aumenta. Se o jogador fizer uma missão perfeitamente, a notoriedade do Agente 47 será mínima. O Blood Money permite aos jogadores métodos para reduzir a notoriedade do Agente 47, incluindo destruir equipamentos de vigilância e suborno. A notoriedade conquistada nas primeiras missões afetará as próximas. O sistema de notoriedade não está disponível no modo novato, configuração de dificuldade mais fácil.
Após concluir cada missão, é exibido um artigo de jornal contendo os resultados da missão, o nível de notoriedade do Agente 47, a arma usada com mais frequência e com que precisão foi usada, o número de policiais, segurança e civis mortos ou feridos e a existência de testemunhas. Os esboços do rosto do agente 47 são exibidos e se tornam mais precisos à medida que a notoriedade do personagem aumenta. Os jogadores recebem classificações com base no sucesso da missão, como a designação de "matador silencioso" quando o alvo foi eliminado da maneira mais limpa e silenciosa possível. À medida que se avança no jogo, jornais contendo manchetes de missões anteriores são espalhados por todos os níveis.
Blood Money melhorou o sistema de armas corpo a corpo dos lançamentos anteriores, permitindo que os jogadores usassem armas letalmente contra os NPCs . Ao contrário dos anteriores, armas brancas não podem ser colocadas no inventário do jogador.

## Sinopse
O jornalista americano Rick Henderson visita o espólio do ex-diretor do FBI Alexander Leland "Jack" Cayne, na esperança de entrevistá-lo sobre um ataque na Casa Branca ou sua carreira. No entanto, Cayne revela que a entrevista foi apenas um ardil e que Rick foi convidado a receber detalhes sobre uma história muito maior, que são os detalhes completos do agente 47 do clonado Hitman, um matador contratado pela Agência Internacional de Contratos (ICA), um organização global envolvida em aniquilatos. Embora cético em relação à existência de 47, que é considerado um mito urbano, Rick decide ouvir a história de Cayne, lendo documentos que fornece sobre vários contratos firmados por 47.
Os documentos revelam que, depois que 47 matou um proprietário de um parque de diversões falido em Baltimore, Maryland, ele foi para o exterior para realizar trabalhos no Chile e na França, atribuído a ele por sua treinadora Diana Burnwood, antes de enfrentar vários nos EUA. Durante esse tempo, a ICA se viu sendo alvo de um equipamento rival chamado "a franquia", que logo começou a matar agentes da ICA enquanto caçava o 47. Embora 47 evitava ser morto por aniquiladores rivais, Diana é forçada a fechar a ICA, e divide seus recursos restantes entre ele e ela mesma. Cayne acabou falando sobre o ataque à Casa Branca, alegando que 47 estava envolvido no caos que ocorreu, mas acabou sendo derrubado por seu treinador quando a lei o cercou, e engana Henderson dizendo que o agente 47 roubou o Dr. Ort-Meyer, clonando dados para vender ao maior lance e esse agente 47 estava trabalhando com "a franquia" para matar o secretário do Interior dos EUA.
Sem o conhecimento de Cayne, 47 havia sido informado de que a franquia trabalhava para uma organização política chamada Alpha Zerox que procurava monopolizar a tecnologia de clonagem de Ort-Meyer. Como o atual presidente dos EUA planejava legalizar a clonagem, a franquia foi contratada para aniquilá-lo, para que seu fantoche, o vice-presidente dos EUA Daniel Morris, os substituísse. 47 se viu contratado por um velho conhecido, o agente Carlton Smith, que ele resgatou no contrato anterior, para impedir que o agente de franquias Mark Parchezzi III e Daniel Morris derrubem o presidente dos EUA na Casa Branca. Com a franquia exposta, Diana decidiu fazer um plano arriscado, fingindo cruzar 47 e injetando-o com veneno, que no caso era um soro para induzir um estado hibernatório de micmicks a morte, para que ele pudesse ser trazido ali, os envolvidos na franquia.
Como sua medula óssea poderia ser usada pelos rivais da organização, Cayne o preparou para a cremação e leva Rick a assistir à cerimônia. No entanto, durante o funeral apressado, Diana beija o Agente 47 após colocar batom fresco com antídoto. Quando o funeral começa, o antídoto funciona e o agente 47 desperta, matando todos na igreja. Sem testemunha viva, a identidade do agente 47 permanece em segredo. Com seu anonimato preservado, Diana rouba os ativos da franquia para reabrir a ICA, enquanto 47 passa a assumir seu próximo contrato.

## Trilha sonora
A trilha sonora original de Hitman: Blood Money, composta por Jesper Kyd, foi lançada em 30 de maio de 2006 por Sumthing Else e Eidos. A partitura foi realizada com a Orquestra Sinfônica de Budapeste e o Coral da Rádio Húngara. Ela apresenta o ambiente de marca registrada de Kyd e arranjos sombrios e agourentos com partes corais em latim.
Essa trilha foi indicada ao MTV Video Music Awards de 2006 para Melhor Trilha Sonora de Jogo Eletrônico, perdendo para The Elder Scrolls IV: Oblivion. Ele recebeu o prêmio Xbox Game of the Year para Melhor Trilha Sonora Original da IGN.
| N°  | Título                            | Duração |
| --- | --------------------------------- | ------- |
| 1.  | Apocalypse                        | 4:33    |
| 2.  | Secret Invasion                   | 5:06    |
| 3.  | Before the Storm                  | 2:40    |
| 4.  | 47 Attacks                        | 2:12    |
| 5.  | Hunter                            | 6:21    |
| 6.  | Action in Paris                   | 3:10    |
| 7.  | Amb Zone                          | 3:56    |
| 8.  | Night Time In New Orleans         | 3:17    |
| 9.  | Vegas                             | 6:28    |
| 10. | Club Heaven                       | 5:52    |
| 11. | Invasion on the Mississippi River | 4:15    |
| 12. | Rocky Mountains                   | 2:41    |
| 13. | Day Light in New Orleans          | 4:43    |
| 14. | Trouble in Vegas                  | 3:35    |
| 15. | Funeral                           | 2:47    |
| 16. | Main Title                        | 3:05    |

A música adicional inclui uma versão de "Ave Maria", de Franz Schubert, cantada por Daniel Perret, do Zurich Boys Choir, uma versão de Tomorrow Never Dies, de Swan Lee,White Noise, de The Vacation, Slasher, do Institute to The Criminally Insane, e Bach's Cello Suite No.1 em Sol maior.

## Controvérsias
Apesar da violência no Blood Money, seus anúncios geraram mais controvérsia do que o jogo. O anúncio que chamou mais atenção mostrava uma mulher deitada em uma cama de lingerie, aparentemente dormindo, mas com um buraco de bala na testa. A legenda acima da imagem dizia: "Belamente executado ..." Outros anúncios foram "Classicamente executados", que apresentavam um violoncelista que foi executado com um garrote, "Coldly Executed",[carece de fontes?] que mostrou um corpo em um freezer e "Shockingly Executed", que mostrava uma mulher eletrocutada no banho por uma torradeira.

## Recepção
O Hitman: Blood Money recebeu críticas "geralmente positivas" em todos os consoles pelo agregador Metacritic.
O GameSpot relatou diversos cenários imaginativos que deram ao Blood Money parte de suas emoções violentas. O GameSpy elogiou o escopo expandido e as opções em cada nível, como fazer com que as mortes aparecessem como acidentes, dizendo que o jogo oferecia opções suficientes para incentivar os jogadores a jogar missões várias vezes, mas criticou o sistema de notoriedade como "subutilizado".
A IGN elogiou as "impressionantes composições orquestrais de Blood Money". O GameTrailers disse que a trilha sonora "impulsiona suas emoções" através das missões. A trilha foi nomeada para Melhor Música Original nos Prêmios Melhores e Piores da GameSpot em 2006.
A TeamXbox criticou Blood Money por não ter inovações do lançamento anterior da série Hitman: Contracts.
O Hitman: Blood Money vendeu mais de 1,5 milhão de DVDs até 17 de julho de 2006. Em 2011, havia vendido mais de 2,1 milhões.